# Ev’rybody Know Me
Ev’rybody Know Me – trzeci album studyjny zespołu YoungBloodZ. Został wydany 13 grudnia, 2005 roku. Singlami promującymi były "Presidential" i "Chop Chop".

## Lista utworów
1. "Intro" – 1:01
2. "Chop Chop" (Produced by Scott Storch) – 4:41
3. "Presidential"  (produced by Lil Jon) – 4:01
4. "Datz Me" (featuring Young Buck) – 4:00
5. "Xcuse Me Shawty" (featuring Lil Scrappy) – 4:32
6. "Ev’rybody Know Me" – 4:11
7. "What tha Bizness" (If I) (featuring Mannie Fresh) – 3:54
8. "Haterproof" (featuring Proverb) – 4:14
9. "V.I.P." (Interlude) – 0:47
10. "Spending Some Change" (featuring Cutty) – 4:03
11. "It's Good" (featuring T-Boz) – 3:37
12. "Play Ur Position" (featuring Jazze Pha & Mr. Mo) – 4:53
13. "Sum'n Like a Pimp" (featuring Ben Hated) – 4:15
14. "Diamond Rings" (featuring Daz) – 3:26
15. "Grown Man" (featuring Shawty Putt) – 4:09
16. "Presidential" (Tha Remix) (featuring Akon) – 3:40